# Orville, Côte-d'Or
Orville este o comună în departamentul Côte-d'Or, Franța. În 2009 avea o populație de 191 de locuitori.

## Evoluția populației
| An        | 1975 | 1982 | 1990 | 1999 | 2006 | 2009 |
| --------- | ---- | ---- | ---- | ---- | ---- | ---- |
| Populație | 255  | 234  | 182  | 214  | 202  | 191  |